# Mantinea
Mantinea (in greco Μαντίνεια?) è una località ed ex comune della Grecia nella periferia del Peloponneso di 3 510 abitanti secondo i dati del censimento 2001.
È stato soppresso a seguito della riforma amministrativa detta Programma Callicrate in vigore dal gennaio 2011 ed è ora compreso nel comune di Tripoli.

## Nell'Antica Grecia
Mantinea fu una piccola polis greca del sud-est dell'Arcadia, creata con l'unificazione di cinque villaggi verso il 500 a.C. Nel V secolo a.C. fu in buoni rapporti con Sparta, non prese così parte alla guerra che le altre città dell'Arcadia portavano a Sparta verso il 470 a.C. e rese invece grandi servizi agli Spartani durante la rivolta degli Iloti nel 464 a.C. Dal 450 Mantinea fu retta da un governo moderatamente democratico.
Nel corso della guerra del Peloponneso, si alleò con Atene, Argo ed Elide. La battaglia di Mantinea, nel 418 a.C. vide una vittoria decisiva degli Spartani sugli Ateniesi e i loro alleati di Argo. Nel IV secolo a.C., Mantinea fu attaccata dagli Spartani comandati da Agesipoli I nel 385 a.C. e divisa in villaggi. Dopo la battaglia di Leuttra (371 a.C.) la città fu ricostituita ed entrò a far parte della Confederazione panarcadica allora fondata. Fu ancora il luogo di un'altra battaglia nel 362 a.C. tra Sparta e Tebe, dove i Tebani trionfarono pur perdendo il loro grande comandante Epaminonda. Nel 222 a.C. fu conquistata dal re macedone Antigono III e tutti i suoi abitanti venduti come schiavi.

## Località
Mantinea è formata dall'insieme delle seguenti località (popolazione 2001):
- Artemisi (pop: 654)
- Kapsas (pop: 505)
- Loukas (pop: 726, Loukas, Milia)
- Nestani (pop: 1020, Nestani, Milea, Monastero di Gorgoepikoos)
- Pikernis (pop: 192)
- Sagkas (pop: 241)
- Simiades (pop: 172, Simiades, Neos Kardaras)